# Романченко, Борис Тимофеевич
Бори́с Тимофе́евич Рома́нченко (укр. Борис Тимофійович Романченко; 20 января 1926, Бондари, Конотопский округ — 18 марта 2022, Харьков) — украинский общественный деятель, узник четырёх нацистских концлагерей, погибший во время российского вторжения на Украину.

## Биография
Борис Тимофеевич Романченко родился 20 января 1926 года в селе Бондари под Сумами. Из крестьянской семьи, жил в родном селе с родителями и двумя сёстрами. Вместе с семьёй Борис пережил голодомор.

### В немецких концлагерях
Начало войны застало Бондари врасплох, и они не успели эвакуироваться. Село было оккупировано немцами, всех мужчин стали вывозить в Германию в качестве рабочей силы и чтобы не было притока в партизанские отряды.

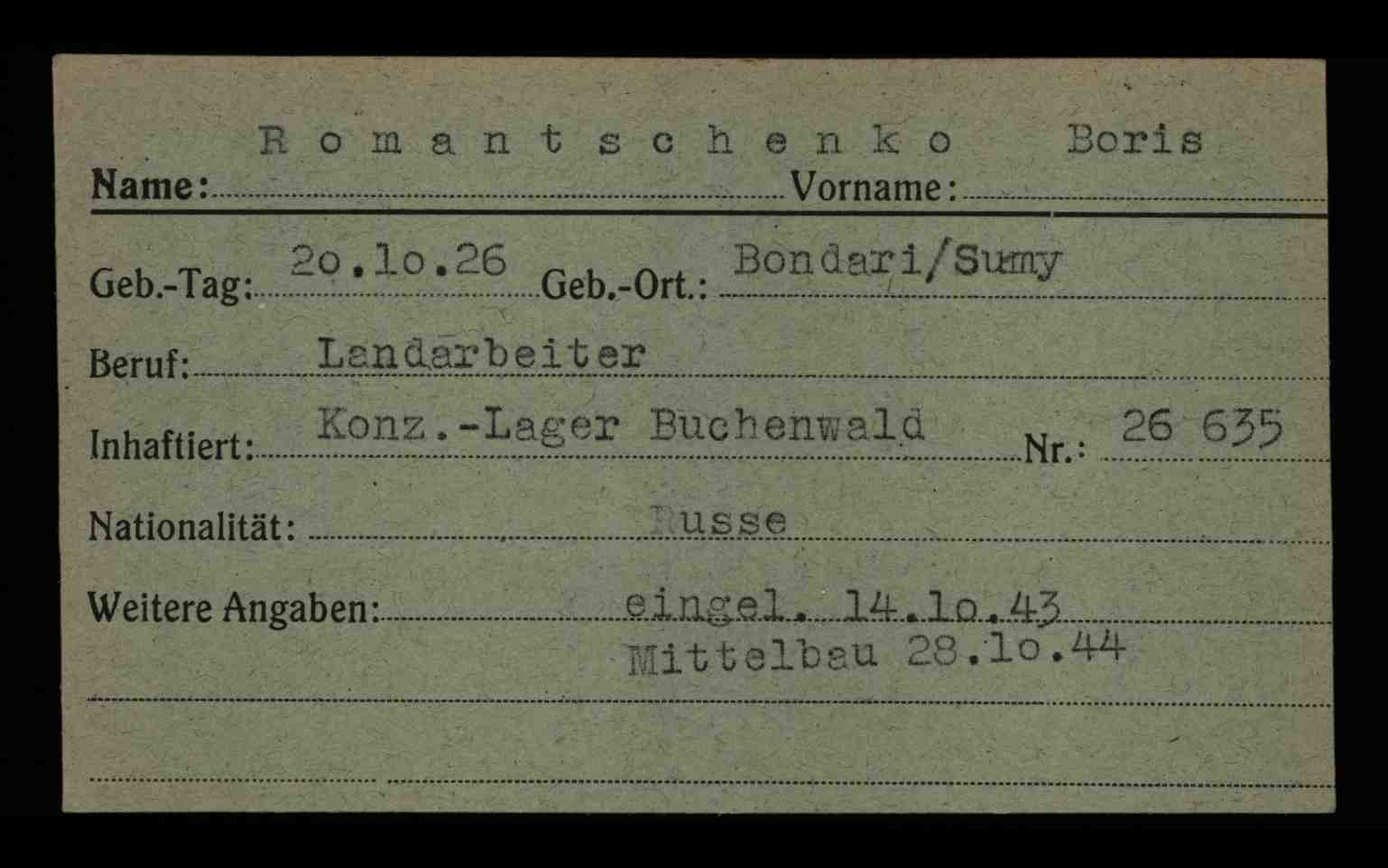
Карточка узника Бухенвальда Бориса Романченко

В 1942 году, в возрасте 16 лет, Романченко был угнан на работы в Дортмунд, промышленный центр Рурской области, где трудился в шахте. Спустя несколько дней там произошла авария, во время которой один человек погиб, тогда как Романченко вместе с несколькими другими остарбайтерами вскоре попытался сбежать и сесть на поезд, но неудачно. В январе 1943 года его отправили в концлагерь Бухенвальд. Как десятки тысяч других узников Бориса Романченко заставляли до изнеможения заниматься земельными работами и перевозить в тачке тяжёлые камни. Он страдал от недоедания и отсутствия подходящей одежды во время дождей и морозов.
Выдав себя за 22-летнего, Романченко смог перевестись в Пенемюнде на острове Узедом в Балтийском море, где велась работа над ракетной программой «Фау-2». Проработав несколько месяцев слесарем, он вместе со своей командой был отправлен в концлагерь Дора-Миттельбау, где жил и работал в подземных тоннелях. В марте 1945 года Романченко отправили в очередной концлагерь — Берген-Бельзен, к моменту прибытия в который он весил всего лишь 39 килограммов. Под конец войны немцы хотели уничтожить всех узников лагеря, но как раз перед этим, 14 апреля 1945 года, Берген-Бельзен был освобождён британскими и американскими союзными войсками.

### Жизнь после освобождения
Выйдя на свободу, Романченко проработал три месяца в советской военной администрации, затем записался в Советскую армию и дальнейшие пять лет до 1950 года прослужил в Восточной Германии, после чего в возрасте 24 лет вернулся на родину. На Украине Романченко получил образование горного инженера, окончив в 1959 году Харьковский горный институт; впоследствии работал на производстве сельскохозяйственной техники, выйдя на пенсию в 1997 году в возрасте 71 года. Был вдовцом, имел сына и внучку. Любил столярничать, ремонтировал и шил одежду, также увлекался огородничеством.
Пережив четыре нацистских концлагеря, Романченко активно делился своими воспоминаниями о тех событиях, надеясь, что такое больше никогда не повторится. Он занимался сохранением памяти о преступлениях нацизма, в частности, был вице-президентом (от Украины) Международного комитета бывших узников Бухенвальд-Дора. Также Романченко неоднократно ездил на место своего заключения, отмечая, что, хоть там и тяжело находиться, это редкая возможность увидеться с теми, кто пережил лагеря. В рамках посещения Бухенвальда в 2015 году к 70-летию со дня его освобождения, Романченко зачитал бухенвальдскую клятву, в которой сказал, что «уничтожение нацизма и его корней является нашим лозунгом», а «построение нового мира свободы, мира без войны является нашей целью».
Последние годы Романченко жил в Харькове, в районе Северная Салтовка, в однокомнатной квартире на восьмом этаже многоэтажного дома. По состоянию на 2018 год Романченко был одним из 16-ти бывших узников концлагерей, проживавших в Харьковской области. Он плохо слышал, страдал от болей в ногах, однако отказывался переезжать и не выходил из своей квартиры, опасаясь заразиться коронавирусом.

### Гибель
После начала вторжения России на Украину под предлогом «денацификации страны» во время российских обстрелов Харькова 18 марта 2022 года, Романченко был убит в результате попадания снаряда в его квартиру. Ему было 96 лет. Память Романченко была почтена минутой молчания на заседании немецкого Бундестага. Смерть узника концлагерей прокомментировал и президент Украины Владимир Зеленский, отметивший, что Романченко «был убит российским снарядом, который ударил по обычной харьковской многоэтажке», в связи с чем «каждый день войны всё очевиднее, что это у них такая денацификация». В заявлении исполнительного вице-президента Международного комитета Аушвица Кристофа Хойбнера было сказано, что «для людей, переживших Аушвиц и Холокост, смерть их товарища Бориса Романченко в Харькове стала знаком преступной войны, которую Путин и его приспешники ведут в Украине изо дня в день», а бывшая узница концлагерей Ева Фахиди отметила, что «всё, ради чего мы жили с момента освобождения из Аушвица, Бухенвальда, Равенсбрюка и Заксенхаузена, всё, что мы отстаивали и все воспоминания, которыми мы делились с европейской молодёжью, — сейчас позорят Путин и его генералы». Также свои соболезнования выразили в музее Анны Франк, узницы Берген-Бельзена, тогда как в руководстве мемориального комплекса Бухенвальда отказались пустить представителей России на свои будущие мероприятия, поскольку их присутствие в контексте убийства Романченко «было бы невыносимым».
По словам внучки, квартира Романченко сгорела полностью, а от него самого «остались только кости на сетке кровати, как он и лежал». Ввиду того, что район постоянно обстреливался, городской голова Харькова Игорь Терехов поручил помочь семье вывезти и похоронить Романченко силами и за счёт городского совета. Лишь 22 марта работникам коммунальных служб Харькова удалось добраться до квартиры, которая выгорела дотла, и собрать останки Романченко. 24 марта Романченко был похоронен на одном из кладбищ Харькова. По факту его гибели следователями следственного отдела управления Службы безопасности Украины в Харьковской области под процессуальным руководством областной прокуратуры было заведено уголовное дело по 438-й статье («нарушение законов и обычаев войны, соединённое с умышленным убийством») Уголовного кодекса Украины.

## Память
- 9 мая 2022 года во время празднований дня Победы в Санкт-Петербурге с фотографией Романченко на акцию «Бессмертный полк» попытался выйти муниципальный депутат Сергей Самусев, однако был задержан полицией и затем обвинён в «дискредитации Вооружённых сил Российской Федерации»[29][30][31]. Портрет Романченко был нарисован художником Виктором Меламедом, выпустившим ряд иллюстраций с погибшими в результате вторжения[32].
- 9 ноября 2022 года городской совет Лейпцига переименовал в честь Романченко улицу в районе Голис[нем.], на которой располагается генеральное консульство России[33][34].